# Лопатиха (Весьегонский район)
Лопатиха — деревня в Весьегонском муниципальном округе Тверской области.

## География
Деревня находится в северо-восточной части Тверской области на расстоянии приблизительно 17 км на юг по прямой от районного центра города Весьегонск.

## История
Известна с 1682 года как Лопатино. Возрождена на месте более древнего, запустевшего в Смутное время русского селения карелами — переселенцами в 1630—1650 годах, в 1859 году было учтено 20 дворов. До 2019 года входила в состав Чамеровского сельского поселения до упразднения последнего.

## Население
Численность населения: 108 человек (1859 год), 34 (100 % русские) 2002 году, 21 в 2010.